# Le Theil, Manche

Le Theil este o comună în departamentul Manche, Franța. În 1 ianuarie 2018 avea o populație de 653 de locuitori.